# Zuidelijk kaalstaartgordeldier
Het zuidelijk kaalstaartgordeldier of grootvoetgordeldier (Cabassous unicinctus)  is een zoogdier uit de familie van de Chlamyphoridae. De wetenschappelijke naam van de soort werd als Dasypus unicinctus in 1758 gepubliceerd door Carl Linnaeus.

## Taxonomie
Tot deze soort werd lange tijd de soort Cabassous squamicaudis gerekend als ondersoort, maar deze bleek in 2021 voldoende te verschillen om als aparte soort gerekend te worden.

## Kenmerken
Dit op een na grootste gordeldier heeft elf gordels. Het dier heeft buitengewoon krachtige, sikkelvormige klauwen, waarmee insecten (mieren en termieten) uit de grond worden gegraven, die met hun lange, ver uitsteekbare tong worden opgelikt.

## Verspreiding en leefgebied
Deze soort komt voor in Zuid-Amerika ten noorden van de Amazone-rivier, in Colombia, Ecuador, noordoostelijk Peru, noordelijk Brazilië, Venezuela, Guyana, Suriname en Frans-Guiana.